# Gott geht vorüber
Das Buch Gott geht vorüber wurde von Shoghi Effendi, dem Hüter des Bahai-Glaubens, verfasst und beschreibt die ersten 100 Jahre der Geschichte der Bahai-Religion nach der Erklärung des Bab von 1844 bis 1944. Es stellt ein bedeutendes Werk der Bahai-Literatur dar.

## Hintergrund
Shoghi Effendi verfasste das Buch auf Englisch zum 100. Jahrestag der Erklärung des Bab, um die ersten 100 Jahre der Geschichte des Babismus und des Bahaismus zu würdigen. Eine Deutsche Übersetzung erschien zum ersten Mal 1954 im George Ronald Verlag in Oxford.

## Inhalt
Nach einer Einführung von George Townshend und einem Vorwort von Shoghi Effendi behandelt er die Geschichte der Bahai-Religion. Das Buch unterteilt er in vier Teile, die verschiedene Perioden beschreiben. Die erste Periode ist die Zeit des Wirkens des Bab von 1844 bis 1853 und wird in den Kapiteln I bis V behandelt. Die zweite Periode ist die Zeit des Wirkens von Baha’u’llah von 1853 bis 1892 (Kapitel VI bis XIII).  Die dritte Periode von 1892 bis 1921 ist die Zeit des Wirkens von Abdu’l Baha (Kapitel XIV bis XXI). Die vierte Periode schließlich behandelt den Beginn des sogenannten Gestaltenden Zeitalters des Bahai-Glaubens von 1921 bis 1944 und beschreibt in den Kapiteln XXII bis XXV den Bahai-Glauben unter seiner eigenen Hüterschaft, d. h. den Aufbau und die Entwicklung der Verwaltungsordnung, die Angriffe auf Bahai-Institutionen und die internationale Ausdehnung der Lehrtätigkeit.